# Fear (Cryptic Wintermoon)
Fear è il quarto album della band black metal tedesca Cryptic Wintermoon. L'album è stato registrato ai Frost Studios tra il 2005 e il 2009 e pubblicato indipendentemente sempre nel 2009.

## Tracce
1. 21 Guns (Intro) - 01:00
2. Pride of Australia - 04:39
3. Dominate - 04:16
4. Dreadnought - 04:32
5. Down Below - 05:17
6. One of Your Sons Is Coming Home - 06:16
7. Hellstorm Infantry - 04:18
8. Tales from the Trenches - 04:08
9. God with Us - 04:08
10. Last Letter - 04:01
11. Hundert Mann und ein Befehl - 03:10
12. The End - 04:07
13. Last Post (Outro) - 03:15